# Héctor Tapia
Héctor Tapia, född den 30 september 1977 i Santiago, Chile, är en chilensk före detta fotbollsspelare.
Han ingick i det chilenska lag som tog OS-brons i herrarnas turnering i samband med de olympiska fotbollstävlingarna 2000 i Sydney.